# 音響作曲法
音響作曲法（おんきょうさっきょくほう、独: Klangkomposition）とは、現代音楽において、狭義には電子的手段による音響と合成音の組織、構成による作曲法であると理解されている。広義には、従来の楽器のトーン・クラスターやグリッサンド、特殊奏法による雑音や非楽音などの働きによる音響平面作曲法（独:Klangflächenkomposition）の多様な形態をもまた意味するようになった。　
音響作曲の代表者として、カールハインツ・シュトックハウゼン、リゲティ・ジェルジュ、フリードリヒ・ツェルハ、クシシュトフ・ペンデレツキ等がいる。
音響作曲は、最初はセリエル音楽と密接に関係していたが、後に偶然性の音楽やポスト・セリエルへと解決された。

## 脚註
1. ↑  長木 1993, p.235「ポスト・セリーは雑音や非楽音、そしてクラスターなどを効果的に用いる術を心得て、『音響作曲』という総称を与えられる」